# 鄧明 (弘治進士)
鄧明（1459年—？年），字惟遠，四川成都府資縣人，軍籍，明朝政治人物。

## 生平
四川鄉試第十八名舉人。弘治三年（1490年）中式庚戌科三甲第四十一名進士。

## 家族
曾祖鄧讓；祖父鄧本山；父鄧林，教諭。嫡母包氏；生母陳氏。